# Reprezentacja Mołdawii w piłce siatkowej mężczyzn
Reprezentacja Mołdawii w piłce siatkowe mężczyzn to narodowa reprezentacja tego kraju, reprezentująca go na arenie międzynarodowej. Na razie nie wystąpiła na Mistrzostwach Świata.